# Montedonzelli (stacja metra)
Montedonzelli – stacja metra w Neapolu, na Linii 1 (żółtej). 
znajduje się w Via Gioacchino Murat, między Via Pietro Castellino i Via San Giacomo de 'Capri w dzielnicy Arenella.
Stacja została otwarta 28 marca 1993.